# Schulterfleckiger Widderbock
Der Schulterfleckige Widderbock (Chlorophorus figuratus) ist ein Käfer aus der Familie der Bockkäfer und der Unterfamilie Cerambycinae. Die Art ähnelt mehreren anderen Arten der Gattung Chlorophorus. Diese besitzen jedoch meist keinen Schulterfleck.
Die Art wird in der Roten Liste gefährdeter Arten Deutschlands und in Nordrhein-Westfalen unter der Kategorie 2 (stark gefährdet) geführt. In Rheinland-Pfalz gilt sie als gefährdet, in Bayern, Brandenburg, Sachsen und Thüringen wird sie als ausgestorben oder verschollen eingestuft.

## Bemerkungen zum Namen
Die Art wurde erstmals 1763 von Scopoli als Cerambyx figuratus beschrieben. 
Der Artname "figuratus"(lat.) bedeutet "mit Figuren versehen". Er erklärt sich durch die Beschreibung, die Scopoli nach der Artdiagnose gibt: Si ab uno angulo externo lineae obliquae elytri duceretur alia recta, tunc in elytris unitis resultaret rudis figura vultus (lat. Wenn man von der einen Ecke eine Querlinie über die Flügeldecken ziehen würde, könnte man auf beiden gemeinsam die grobe Form eines Gesichtes erkennen). 
Der Gattungsname "Chlorophorus"  (von altgr.  χλορός chlorós, grün und φορείν forein für Kleidung tragen) drückt aus, dass die Behaarung grünlich ist. Dies trifft jedoch für diese Art der Gattung nicht zu. Die Gattung Chlorophorus wird in Europa durch dreizehn Arten, weltweit durch weit über hundert Arten repräsentiert.

## Merkmale des Käfers
Der Käfer erreicht eine Länge von sieben bis dreizehn Millimeter. Der Körper ist langgestreckt und walzenförmig. 
Der Halsschild ist schwarz und etwa so breit wie die Flügeldecken. Er ist lang abstehend behaart (deutlich sichtbar in Abb. 1) Das Schildchen ist breiter als lang

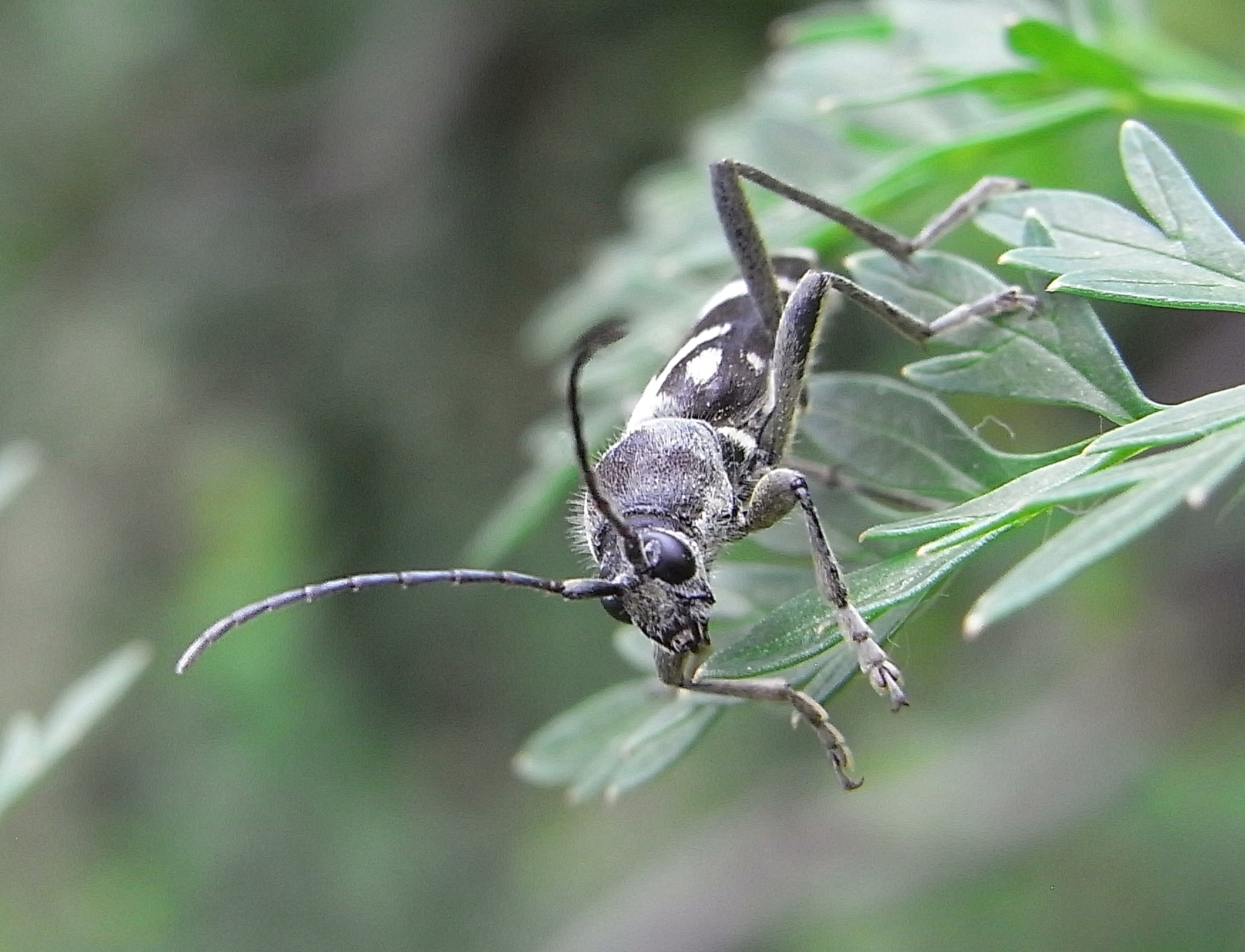
Abb. 1: Vorderansicht

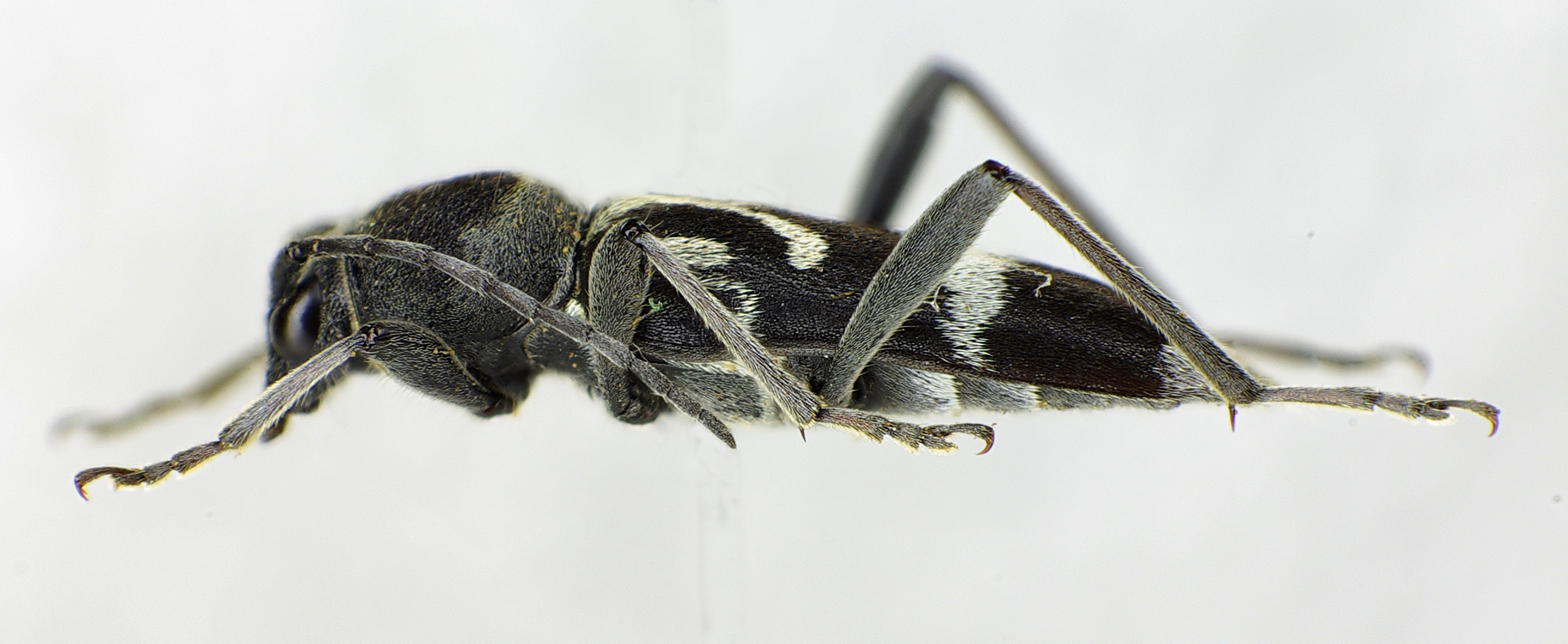
Abb. 2: Seitenansicht

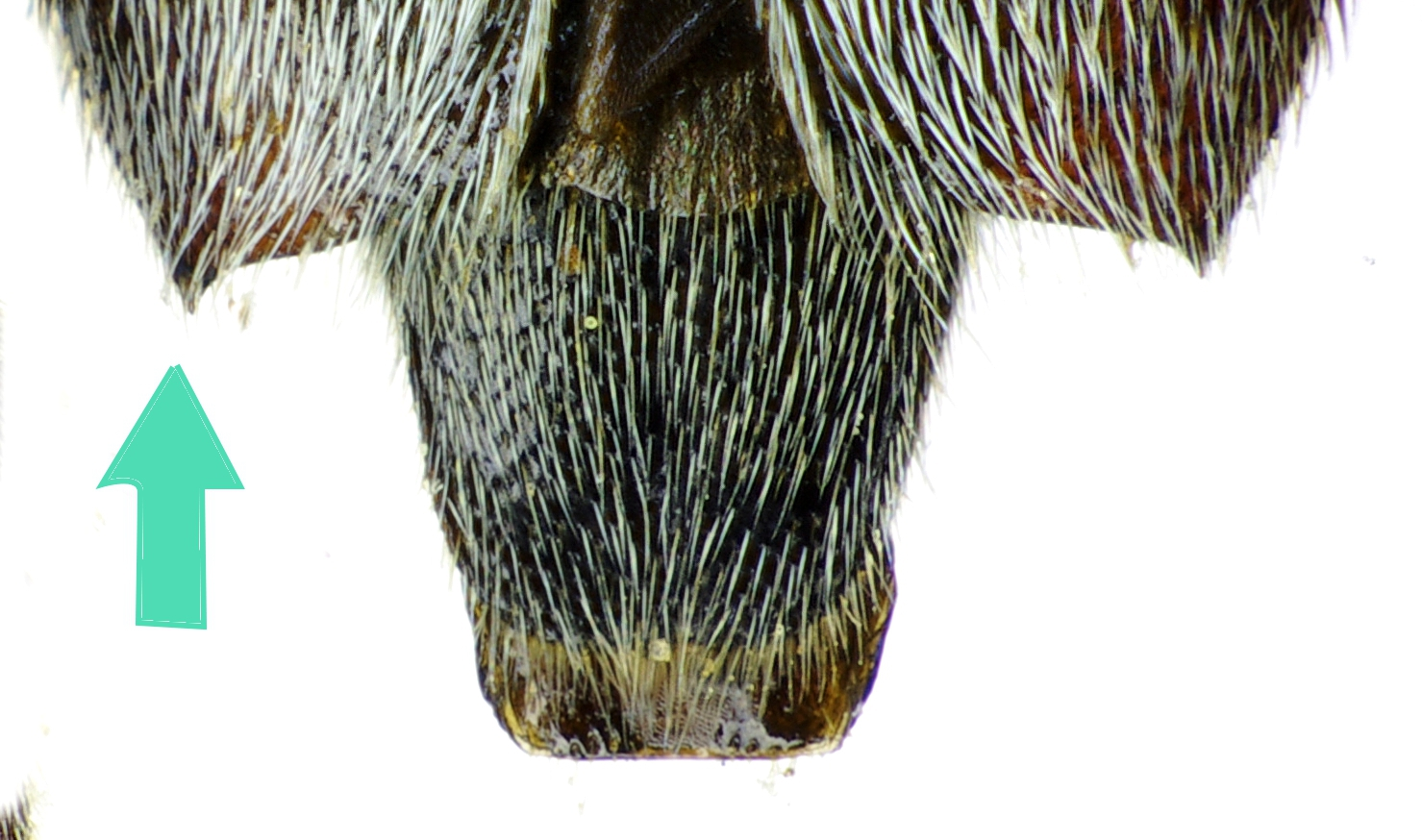
Abb. 3: Körperende von oben
Blauer Pfeil: Außenwinkel der Flügeldecke

Die Flügeldecken sind am Ende abgeschnitten, der Außenwinkel ist zahnförmig vorspringend (Bild 3). Die Flügeldecke ist schwarz mit weißer Bindenzeichnung. Die erste Flügeldeckenbinde beginnt am Schildchen und verläuft an der Flügeldeckennaht zuerst nach hinten, dann nach außen. Innerhalb des Bogens liegt nahe der Schulter ein weißlichgrauer Fleck. 

## Biologie
Die wärmeliebende Art ist an sonnigen Waldrändern, auf Steppenheide und an Wärmehängen zu finden. Der adulte Käfer erscheint bereits im Mai und ist bis in den August auffindbar. Er besucht vor allem Doldenblütler und Korbblütler.
Die Larve entwickelt sich in verschiedenen alten Laubbäumen wie Eichen, Birnen, Ulmen und Kastanien in absterbenden oder schon toten Ästen. Die Entwicklungszeit beträgt zwei Jahre. 

## Verbreitung
Das Verbreitungsgebiet des Käfers erstreckt sich von Spanien bis nach Finnland. Allerdings fehlt der Käfer in Großbritannien, Norwegen und Schweden. Östlich breitet sich der Käfer bis Griechenland und bis in die Türkei aus.